# 须弥四带芹
须弥四带芹（学名：Tetrataenium wallichii）是伞形科四带芹属的一种多年生草本植物，分布于不丹、印度和中国西藏。花期7–8月, 果期9–10月。